# Afroneta picta
Afroneta picta is een spinnensoort in de taxonomische indeling van de hangmatspinnen (Linyphiidae).
Het dier behoort tot het geslacht Afroneta. De wetenschappelijke naam van de soort werd voor het eerst geldig gepubliceerd in 1968 door Herman Theodor Holm.